# Gornja Ljuboviđa
Gornja Ljuboviđa (em cirílico: Горња Љубовиђа) é uma vila da Sérvia localizada no município de Ljubovija, pertencente ao distrito de Mačva, na região de Podrinje Azbukovica. A sua população era de 358 habitantes segundo o censo de 2011.

## Demografia
| 1948 | 1953  | 1961 | 1971 | 1981 | 1991 | 2002 | 2011 |
| ---- | ----- | ---- | ---- | ---- | ---- | ---- | ---- |
| 970  | 1 040 | 973  | 772  | 643  | 524  | 443  | 358  |